# Francisco Rueda
Francisco Rueda es una localidad del municipio de Huimanguillo ubicado en la subregión de la Chontalpa del estado mexicano de Tabasco.

## Geografía
La localidad de Francisco Rueda se sitúa en las coordenadas geográficas 17°49′46″N 93°56′02″O / 17.829444, -93.933889, a una elevación de 7 metros sobre el nivel del mar.

## Demografía
Según el Conteo de Población y Vivienda 2020, efectuado por el Instituto Nacional de Estadística y Geografía, la localidad de Francisco Rueda tiene 1,401 habitantes, de los cuales 709 son del sexo masculino y 692 del sexo femenino. Su tasa de fecundidad es de 3.14 hijos por mujer y tiene 404 viviendas particulares habitadas.
| Gráfica de evolución demográfica de Francisco Rueda entre 1940 y 2020 |
|                                                                       |
| INEGI.                                                                |